# Città della Pieve
Città della Pieve é uma comuna italiana da região da Umbria, província de Perugia, com cerca de 7.132 habitantes. Estende-se por uma área de 111 km², tendo uma densidade populacional de 64 hab/km². Faz fronteira com Allerona (TR), Castiglione del Lago, Cetona (SI), Chiusi (SI), Fabro (TR), Monteleone d'Orvieto (TR), Paciano, Piegaro, San Casciano dei Bagni (SI).
Pertence à rede das Cidades Cittaslow.

## Demografia
| Variação demográfica do município entre 1861 e 2011                               |
|                                                                                   |
| Fonte: Istituto Nazionale di Statistica (ISTAT) - Elaboração gráfica da Wikipedia |